# Трубный (Челябинская область)
Тру́бный — посёлок в составе Алишевского сельского поселения Сосновского района Челябинской области, Россия. Административный центр сельского поселения.

## Географическое положение
Посёлок расположен в южной части Челябинской области, в степно-лесостепной зоне Урала, примерно в 43 км от районного центра — села Долгодеревенское. Координаты: 55°06′48″ с. ш. 60°58′04″ в. д..

## История
Посёлок был основан в 1940 году как подсобное хозяйство Спецторга на месте бывшей заимки Басенкова, принадлежавшей жителю села Кайгородово. Первоначально в нём проживали работники хозяйства и их семьи.
С 1942 года (по другим данным — с 1956 года) на территории посёлка размещалось подсобное хозяйство Челябинского трубопрокатного завода (ЧТПЗ), где трудились репрессированные немцы из Копейска и других населённых пунктов области. Люди жили в землянках и бараках, один из которых был переоборудован под начальную школу. Также был построен клуб.
В 1947 году в посёлок прибыла новая партия спецпереселенцев. Одновременно с ними в посёлок приехали несколько семей башкир и татар, что объясняет многонациональный состав населения.
В 1962 году подсобное хозяйство вошло в состав совхоза «Полетаевский», а затем на его основе был создан собственный совхоз — «Трубный».

## Население
Численность населения:
- 1956—561 чел.
- 1959—610 чел.
- 1970—533 чел.
- 1983—822 чел.
- 1995—1197 чел.
- 2010—958 чел.
- 2024 — около 805 чел.

### Национальный состав
По данным переписи 2002 года:
- русские — 62 %
- башкиры — 26 %
- остальные — представители других национальностей

## Уличная сеть
Уличная сеть насчитывает 24 улицы и переулка, в том числе.:
- Благодатный переулок
- Вишнёвая улица
- Дачный переулок
- Каштановая улица
- Пионерский лагерь
- Радужная улица
- Рябиновая улица
- Садовая улица
- Светлая улица
- Сиреневая улица
- Табынская улица
- Школьная улица

## Экономика
На территории посёлка расположены:
- Центральная усадьба ООО «Трубное»
- Отделение ООО «ЮжУралАгро»
- Несколько фермерских хозяйств
- Трубненское потребительское общество

Основу экономики составляет сельское хозяйство — животноводство и растениеводство.

## Социальная сфера
В посёлке имеются:
- Средняя общеобразовательная школа
- Дом культуры
- Фельдшерско-акушерский пункт
- Библиотека